# جيمس بويد (لاعب كرة قدم أمريكية)
جيمس بويد (بالإنجليزية: James Boyd)‏ هو لاعب كرة قدم أمريكية أمريكي، ولد في 17 أكتوبر 1977 في نورفولك في الولايات المتحدة.

## وصلات خارجية
- جيمس بويد على موقع مرجع كرة القدم المحترفة.كوم (الإنجليزية)